# 共和元年
共和元年（即公元前841年，農曆庚申年）是中国历史上有确切纪年的开始。
《竹书纪年》记载，周宣王繼位前十四年（前841年），周厉王暴政引起国人暴动，厉王逃到彘，太子静（后为周宣王）藏在召穆公家里，史称“彘之乱”。共伯和受诸侯推举，“行天子事，号曰‘共和元年’”。共和十四年，周厲王駕崩，即归政于周宣王，自己“逍遥得志于共山之首”。史称这段时期为“共和”。是以共和元年为中国历史上有确切纪年的开始。
共和还有一种说法，仅见于《史記·周本紀》，称所谓共和指周公、召公两相行政。这里的召公为召穆公虎，而同一时期文献中却没有记载周公的名号（周定公一说出自伪《今本竹书纪年》），所以后代学者多有怀疑。